# Кургино (Гатчинский район)
Ку́ргино — деревня в Гатчинском муниципальном округе Ленинградской области.

## История
КУРГИНО — деревня князя Витгенштейна, по просёлочной дороге, число дворов — 10, число душ — 44 м. п. (1856 год)

В середине 1850-х годов в деревне проживали русские старообрядцы беспоповцы федосеевского согласия — 13 человек (7 м. п., 6 ж. п.).

КУРГИНО — деревня владельческая при речке Мондовке, число дворов — 12, число жителей: 47 м. п., 64 ж. п. (1862 год)

Согласно материалам по статистике народного хозяйства Царскосельского уезда 1888 года имение при селении Кургино принадлежало мещанам С. и П. И. Астафьевым, имение было приобретено до 1868 года. Кроме того, находящаяся на противоположном берегу реки Орлинки дача Красницы площадью 44 десятины принадлежала артисту императорских театров Ф. И. Кшесинскому, дача была приобретена в 1881 году за 12 000 рублей.
В конце XIX — начале XX века деревня административно относилась к Рождественской волости 2-го стана Царскосельского уезда Санкт-Петербургской губернии.
По данным «Памятной книжки Санкт-Петербургской губернии» за 1905 год мыза Красницы площадью 42 десятины принадлежала артисту императорских театров Феликсу Ивановичу Кшесинскому.
В 1913 году деревня насчитывала 22 двора.
Согласно данным переписи населения СССР 1926 года в деревне Кургино Кургиновского сельсовета Рождественской волости Троцкого уезда проживали 303 человека, все русские. В 1928 году население деревни составляло 308 человек.

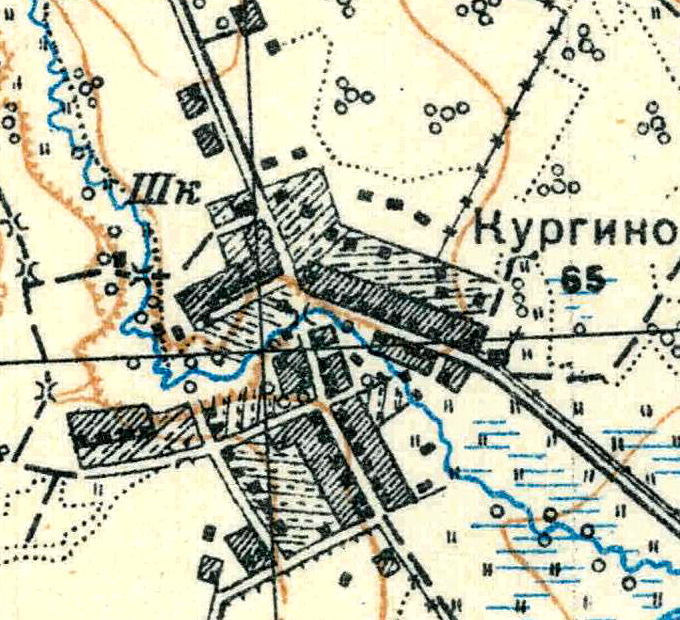
План деревни Кургино. 1931 год

Согласно топографической карте 1931 года деревня насчитывала 65 дворов. В деревне была своя школа.
По административным данным 1933 года деревня Кургино входила в состав Орлинского сельсовета Красногвардейского района.
C 1 августа 1941 года находилась в оккупации. Деревня была освобождена от немецко-фашистских оккупантов 30 января 1944 года.
В 1958 году население деревни составляло 248 человек.
По данным 1966, 1973 и 1990 годов деревня Кургино входила в состав Орлинского сельсовета Гатчинского района.
В 1997 году в деревне проживали 70 человек, в 2002 году — 91 человек (русские — 95%), в 2007 году — 68.

## География
Деревня расположена в юго-западной части района на автодороге 41К-099 (Сиверский — Куровицы).
Расстояние до административного центра поселения, посёлка городского типа Дружная Горка — 5 км.
Расстояние до ближайшей железнодорожной станции Строганово — 7 км.
Через деревню протекает река Моховка (Лязевка). Деревня находится на левом берегу реки Орлинка.

## Демография
| 1862 | 2007 | 2010 | 2017 |
| ---- | ---- | ---- | ---- |
| 111  | ↘68  | ↗115 | ↘78  |

### Национальный состав
Согласно данным Всероссийской переписи населения 2021 года в деревне проживали 42 человека, из них:
 русские — 39 человек, остальные национальность не указали.

## Транспорт
От Сиверского до Кургино можно доехать на автобусах маршрутов № 506, 506А.
От Гатчины до Кургино можно доехать на автобусе маршрута № 151Д.

## Достопримечательности
На противоположном от деревни берегу реки Орлинки, в XIX — начале XX века находилась усадьба «Красницы», принадлежавшая родителям балерины М. Ф. Кшесинской.

КРАСНИЦЫ — дача владельческая при реке Мондовке, число дворов — 1, число жителей: 2 м. п., 3 ж. п. (1862 год)

## Улицы
Красницкая, Полевая, Центральная.